# Springfield (condado de St. Croix, Wisconsin)
Springfield es un pueblo ubicado en el condado de St. Croix en el estado estadounidense de Wisconsin. En el Censo de 2010 tenía una población de 932 habitantes y una densidad poblacional de 10,5 personas por km².

## Geografía
Springfield se encuentra ubicado en las coordenadas 44°59′43″N 92°12′25″O / 44.99528, -92.20694. Según la Oficina del Censo de los Estados Unidos, Springfield tiene una superficie total de 88.8 km², de la cual 88.42 km² corresponden a tierra firme y (0.43%) 0.38 km² es agua.

## Demografía
Según el censo de 2010, había 932 personas residiendo en Springfield. La densidad de población era de 10,5 hab./km². De los 932 habitantes, Springfield estaba compuesto por el 96.24% blancos, el 0.11% eran afroamericanos, el 0.43% eran amerindios, el 2.25% eran asiáticos, el 0% eran isleños del Pacífico, el 0% eran de otras razas y el 0.97% pertenecían a dos o más razas. Del total de la población el 0.64% eran hispanos o latinos de cualquier raza.